# Intiacris nigroapiculatus
Intiacris nigroapiculatus är en insektsart som beskrevs av Ronderos och Cigliano 1990. Intiacris nigroapiculatus ingår i släktet Intiacris och familjen gräshoppor. Inga underarter finns listade i Catalogue of Life.